# Большой голубой зимородок
Большо́й голубо́й зиморо́док (лат. Alcedo hercules) — вид птиц семейства зимородковых. Подвидов не выделяют.

## Описание

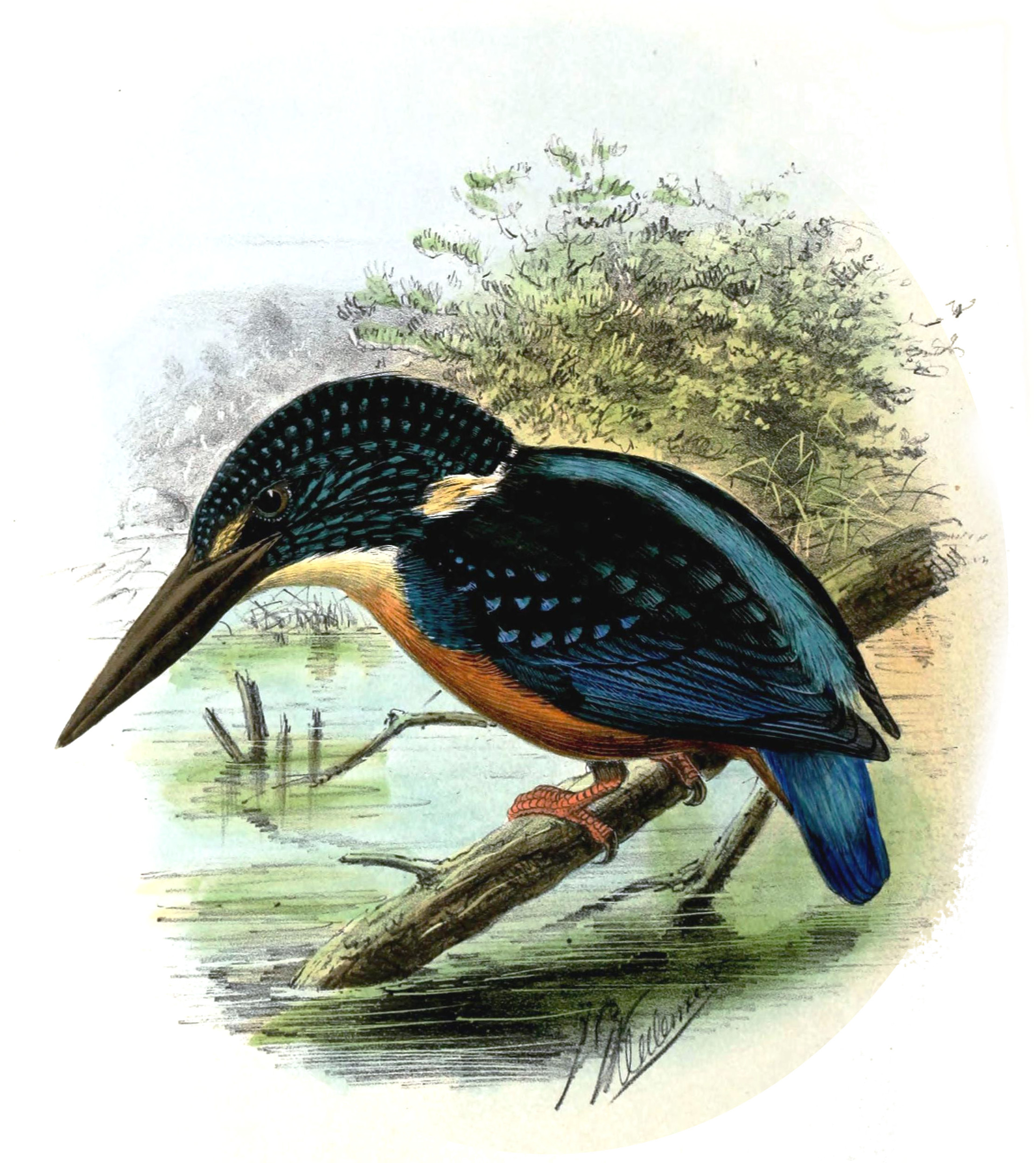

Большой голубой зимородок является самым крупным представителем рода Alcedo, достигает длины 22—23 см,  размах крыльев варьирует от 9,5 до 10,3 см. Он похож на обыкновенного зимородка. Оба вида можно легко отличить по размеру. У большого голубого зимородка чёрный клюв, голова синяя, верхняя сторона крыльев тёмно-синяя, горло белое, грудь, брюхо и нижняя сторона крыльев красноватого цвета.

## Распространение
Большой голубой зимородок распространён в Азии от штата Сикким в Гималаях вплоть до острова Хайнань в юго-восточном Китае. Обитает вблизи небольших рек и ручьёв в вечнозеленых лесах, холмистых районах или глубоких оврагах. Иногда его можно встретить возле ручьев рядом с хорошо заросшими лесом сельскохозяйственными угодьями на высоте от 400 до 1000 м над уровнем моря.

## Поведение
Большой голубой зимородок питается рыбой и насекомыми, которых он ловит, ныряя в воду. В отличие от других представителей рода ныряет с веток кустарников, расположенных близко над водой, а не с открытой точки обзора.